# Apophis (band)
Apophis is een Duitse melodic- en deathmetalband.

## Artiesten
- Jörg Bartelt - gitarist
- Kristian Hahn - vocalist
- Roger Kirchner - gitarist
- Erik Stegmaier - drummer
- Gert Wiedmann - bassist

## Discografie
- 1993 - Gateway To The Underworld
- 1996 - Down In The Valley
- 1998 - Heliopolis
- 2005 - I Am Your Blindness